# 张序登
张序登（1925年—2007年7月4日），山东荣成人，中国人民解放军将领、中国人民解放军中将。
1988年，授予中国人民解放军中将，曾任广州军区纪委书记。